# JDS Kaga
Pour les articles homonymes, voir Kaga.
Le JS Kaga (DDH-184) est un destroyer porte-hélicoptères (DDH dans la classification du Japon) de la Force maritime d'autodéfense japonaise, lancé le 27 août 2015 et mis en service le 22 mars 2017. C'est le second navire à porter le nom de la province de Kaga, après un porte-avions du milieu du XXe siècle (le Kaga) et le second de la classe Izumo.

## Caractéristiques
Il est construit par IHI Marine United Yokohama Shipyard pour accueillir jusqu'à officiellement 14 hélicoptères et dispose de 5 spots sur son pont d'envol et remplace dans l'ordre de bataille de la marine japonaise le second destroyer de la classe Shirane. Il est destiné à la lutte anti-sous-marine, à jouer le rôle de navire-amiral et assurer un rôle de sauvetage. Il a un équipage de 470 personnes, peut transporter 450 passagers militaires et civils et pourra embarquer des V-22 Osprey de la force terrestre d'autodéfense japonaise. Il est équipé d'un sonar OQQ-22 et de deux lanceurs Raytheon RIM-116 Rolling Airframe Missile SeaRAM.
C'est le deuxième navire de sa classe après le JDS Izumo (lancé en 2013 et entré en service en mars 2015), les plus grands navires militaires japonais mis en service depuis la Seconde Guerre mondiale. Il est équipé de sept Mitsubishi Heavy Industries ASW SH-60K (Sikorsky SH-60, hélicoptère de transport et de recherche produit sous licence) et sept Kawasaki Heavy Industries MCM-101 (AgustaWestland EH101 de lutte contre les mines (MCM), produit sous licence).
Selon un officier de la JMSDF, Asahi Shimbum, ces navires « renforcent la capacité à traiter avec les sous-marins chinois qui sont devenus plus difficiles à détecter ». 
Selon les plans de renforcement militaire du pays face aux dangers de la Chine et de la Corée du Nord, le Kaga est modifié pour devenir un porte-aéronefs et accueillir des F-35B. Le premier appontage d'un de avions, de l'USMC Aviation, a lieu 20 octobre 2024.

## Littérature
Le Kaga figure dans le roman "Rise of the Taishaku" (2018).